# Randlett (Oklahoma)
Randlett és un poble dels Estats Units a l'estat d'Oklahoma. Segons el cens del 2000 tenia 511 habitants.

## Demografia
Segons el cens del 2000, Randlett tenia 511 habitants, 194 habitatges, i 140 famílies. La densitat de població era de 313,2 habitants per km².
Dels 194 habitatges en un 36,1% hi vivien nens de menys de 18 anys, en un 56,2% hi vivien parelles casades, en un 12,4% dones solteres, i en un 27,8% no eren unitats familiars. En el 24,2% dels habitatges hi vivien persones soles el 13,9% de les quals corresponia a persones de 65 anys o més que vivien soles. El nombre mitjà de persones vivint en cada habitatge era de 2,63 i el nombre mitjà de persones que vivien en cada família era de 3,16.
Per edats la població es repartia de la següent manera: un 28,4% tenia menys de 18 anys, un 7% entre 18 i 24, un 29,9% entre 25 i 44, un 20,9% de 45 a 60 i un 13,7% 65 anys o més.
L'edat mediana era de 34 anys. Per cada 100 dones de 18 o més anys hi havia 97,8 homes.
La renda mediana per habitatge era de 27.019 $ i la renda mediana per família de 30.455 $. Els homes tenien una renda mediana de 25.000 $ mentre que les dones 21.429 $. La renda per capita de la població era d'11.455 $. Entorn del 12,7% de les famílies i el 15,5% de la població estaven per davall del llindar de pobresa.

## Poblacions més properes
El següent diagrama mostra les poblacions més properes.